# Hans Helgesen
Hans Helgesen (4. oktober 1793 i Christiania – 28. februar 1858 i Rendsborg) var en norskfødt dansk officer kendt fra Treårskrigen. 
Helgesen fik en norsk militæruddannelse og udmærkede sig under felttoget mod Sverige i 1813-14. Efter unionsopløsningen i 1814 rejste Helgesen sammen med Olaf Rye og Friderich Adolph Schleppegrell til Danmark. Han fik Frederik 6.`s tilladelse til at træde i preussisk krigstjeneste og deltog bl.a. i slaget ved Waterloo. Han kom i 1818 tilbage til Danmark og førte et ret omflakkende liv og bosatte sig til sidst i landsbyen Bergenhusen i Stapelholm i det sydlige Slesvig. 
Da oprøret i hertugdømmerne brød ud i 1848, tilbød han først oprørsregeringen sin tjeneste, men her blev han afvist. Da han erfarede, at hans gamle krigskammerater Rye og Schleppegrell tjente i den danske hær, kørte en bonde fra Bergenhusen ham gennem de slesvig-holstenske linjer. Og herfra kom han hurtigt videre til København, hvor han blev ansat som kaptajn i Schleppegrells stab. Han udmærkede sig i flere slag, og efter slaget ved Isted i juli 1850 indtog han som chef for en avantgarde overrumplende byen Frederiksstad, idet han drog god nytte af sit lokalkendskab som tidligere bosiddende i det nærliggende Stapelholm. Blandt hans nærmeste underordnede var en anden lokalkendt, J.A.F. Hoffmann. Byen, der var vigtig, fordi den var støttepunkt for Danevirke-stillingens højre fløj, var under belejring af en stærk tysk overmagt. Helgesen forstærkede byens befæstning, og trods heftige stormløb lykkedes det ikke fjenden at indtage Frederiksstad på grund af et dygtigt ført forsvar. 
Efter krigens ophør blev Hans Helgesen kommandant i Slesvig og fra 1852 i Rendsborg.
Han blev Ridder af Dannebrog 1848, Kommandør 1850 og Dannebrogsmand 1857.
Helgesensgade på Østerbro i København og den danske Hans-Helgesen-Skole i Frederiksstad i Sydslesvig er opkaldt efter Hans Helgesen.